# Vasconcellea heilbornii
Vasconcellea heilbornii är en tvåhjärtbladig växtart som först beskrevs av Victor Manuel Badillo, och fick sitt nu gällande namn av Victor Manuel Badillo. Vasconcellea heilbornii ingår i släktet Vasconcellea och familjen Caricaceae.

## Underarter
Arten delas in i följande underarter:
- V. h. chrysopetala
- V. h. fructifragrans